# Lucas Passerini
Lucas Giuliano Passerini (Formosa, Argentina; 16 de julio de 1994) es un futbolista profesional argentino. Se desempeña como delantero y actualmente juega en Belgrano, de la Primera División de Argentina.

## Carrera

### Inicio
Passerini puso su carrera en marcha con Quilmes en el 2014, debutando en el partido contra Rosario Central en 8 de agosto por la Primera División Argentina, después en enero del 2015 es enviado a Préstamo a Comunicaciones hasta final de año, ahí juega 21 partidos y logra sus primeros 3 goles en su carrera, en la siguiente temporada parte a Estudiantes (BA) de la Primera B Metropolitana donde se mantiene una temporada jugando 35 partidos y marcando 10 goles.
Después en 2017 pasa a préstamo hacia Tigre donde juega 5 partidos y no marca ni un gol, lo que hace que no continúe en el club, pero que vuelva a ser cedido, esta vez a Sarmiento de Junín donde muestra buen rendimiento marcando 3 goles en 13 partidos y siendo pieza clave para que el equipo llegue a la final de ascenso contra San Martín de Tucumán que al final pierden

### Guaraní
Gracias al buen rendimiento que tuvo en "El Verde" es fichado por el Guaraní de Paraguay a mediados del 2018 logrando así tener su primera experiencia internacional. 
Tras un mal paso por Guaraní donde juega 8 partidos y no marco goles parte a Chile específicamente a Palestino, para su segunda experiencia internacional.

### Palestino
En Palestino no comienza de buena manera, acumulando un gran número de partidos sin lograr anotar, y con un rendimiento que no era acorde al buen momento de su club, especialmente en la arena internacional. El 2 de abril de 2019 haría su debut goleador con la camiseta "árabe", anotando el segundo gol de su equipo ante Alianza Lima por la tercera fecha de la fase de grupos de la Copa Libertadores torneo en que anotaría además al club Internacional de Porto alegre, finalizando su participación con 2 goles en 9 partidos.
Luego de un primer semestre regular en "Los Árabes" con solo 5 goles en 19 partidos, Passerini tuvo un segundo semestre espectacular, ya que convirtió 11 goles en 11 partidos, completando así un año con 30 partidos y 16 goles, además de 2 hat-tricks convertidos contra Audax Italiano y Curicó Unido completando así su mejor etapa en su carrera futbolística hasta ese momento. Su gran rendimiento con Palestino llevó a que los clubes grandes de Chile, como Colo-Colo y Universidad Católica se interesaran en él, incluso el interés por el llegó hasta otros países donde el Goiás de Brasil y Necaxa y Cruz Azul de México presentaron también un gran interés en el delantero.

### Cruz Azul
A principios de 2020, Jaime Ordiales, el actual director deportivo del Cruz Azul de la Liga BBVA MX anticipó su llegada al equipo mexicano para el Torneo Clausura 2020 del fútbol mexicano.

### Belgrano
El 12 de agosto de 2023, se convirtió en refuerzo de Belgrano, de la Primera División Argentina, partir de la compra del 50% de su ficha con valor de 800.000 dólares con impuestos incluidos y contrato hasta diciembre 2026. En su debut con el conjunto pirata, convierte dos goles para la victoria por 2 a 1 sobre Estudiantes de la Plata.
En su primer torneo al frente del club pirata logra un buen rendimiento, anotando 10 goles en 15 partidos, y siendo el goleador de la Copa de la Liga Profesional 2023, aunque su equipo quedaría eliminado en cuartos de final ante River Plate.

## Estadísticas

### Clubes
Actualizado hasta su último partido disputado el 25 de julio de 2025.
| Club                             | Div.          | Temporada     | Liga  | Liga  | Liga   | Copas nacionales | Copas nacionales | Copas nacionales | Torneos internacionales | Torneos internacionales | Torneos internacionales | Total | Total | Total  |
| Club                             | Div.          | Temporada     | Part. | Goles | Asist. | Part.            | Goles            | Asist.           | Part.                   | Goles                   | Asist.                  | Part. | Goles | Asist. |
| -------------------------------- | ------------- | ------------- | ----- | ----- | ------ | ---------------- | ---------------- | ---------------- | ----------------------- | ----------------------- | ----------------------- | ----- | ----- | ------ |
| Quilmes A. C. Argentina          | 1.ª           | 2014          | 1     | 0     | 0      | 1                | 0                | 0                | —                       | —                       | —                       | 2     | 0     | 0      |
| Quilmes A. C. Argentina          | Total club    | Total club    | 1     | 0     | 0      | 1                | 0                | 0                | 0                       | 0                       | 0                       | 2     | 0     | 0      |
| Comunicaciones Argentina         | 3.ª           | 2015          | 21    | 3     | 0      | 1                | 0                | 0                | —                       | —                       | —                       | 22    | 3     | 0      |
| Comunicaciones Argentina         | Total club    | Total club    | 21    | 3     | 0      | 1                | 0                | 0                | 0                       | 0                       | 0                       | 22    | 3     | 0      |
| Estudiantes de Caseros Argentina | 3.ª           | 2016          | 5     | 2     | 0      | —                | —                | —                | —                       | —                       | —                       | 5     | 2     | 0      |
| Estudiantes de Caseros Argentina | 3.ª           | 2016-17       | 32    | 10    | 0      | 2                | 1                | 0                | —                       | —                       | —                       | 34    | 11    | 0      |
| Estudiantes de Caseros Argentina | Total club    | Total club    | 37    | 12    | 0      | 2                | 1                | 0                | 0                       | 0                       | 0                       | 39    | 13    | 0      |
| C. A. Tigre Argentina            | 1.ª           | 2017-18       | 5     | 0     | 0      | —                | —                | —                | —                       | —                       | —                       | 5     | 0     | 0      |
| C. A. Tigre Argentina            | Total club    | Total club    | 5     | 0     | 0      | 0                | 0                | 0                | 0                       | 0                       | 0                       | 5     | 0     | 0      |
| Sarmiento de Junín Argentina     | 2.ª           | 2017-18       | 18    | 4     | 0      | —                | —                | —                | —                       | —                       | —                       | 18    | 4     | 0      |
| Sarmiento de Junín Argentina     | Total club    | Total club    | 18    | 4     | 0      | 0                | 0                | 0                | 0                       | 0                       | 0                       | 18    | 4     | 0      |
| Club Guaraní Paraguay            | 1.ª           | 2018          | 8     | 0     | 0      | 1                | 0                | 0                | —                       | —                       | —                       | 9     | 0     | 0      |
| Club Guaraní Paraguay            | Total club    | Total club    | 8     | 0     | 0      | 1                | 0                | 0                | 0                       | 0                       | 0                       | 9     | 0     | 0      |
| C. D. Palestino · Chile          | 1.ª           | 2019          | 20    | 14    | 4      | —                | —                | —                | 10                      | 2                       | 1                       | 30    | 16    | 5      |
| C. D. Palestino · Chile          | Total club    | Total club    | 20    | 14    | 4      | 0                | 0                | 0                | 10                      | 2                       | 1                       | 30    | 16    | 5      |
| C. F. Cruz Azul · México         | 1.ª           | C-2020        | 4     | 0     | 0      | —                | —                | —                | 2                       | 2                       | 1                       | 6     | 2     | 1      |
| C. F. Cruz Azul · México         | 1.ª           | A-2021        | 10    | 2     | 0      | —                | —                | —                | —                       | —                       | —                       | 10    | 2     | 0      |
| C. F. Cruz Azul · México         | Total club    | Total club    | 14    | 2     | 0      | 0                | 0                | 0                | 2                       | 2                       | 1                       | 16    | 4     | 1      |
| Club Necaxa · México             | 1.ª           | A-2020        | 16    | 3     | 3      | —                | —                | —                | —                       | —                       | —                       | 16    | 3     | 3      |
| Club Necaxa · México             | Total club    | Total club    | 16    | 3     | 3      | 0                | 0                | 0                | 0                       | 0                       | 0                       | 16    | 3     | 3      |
| Atlético de San Luis · México    | 1.ª           | C-2021        | 10    | 0     | 0      | —                | —                | —                | —                       | —                       | —                       | 10    | 0     | 0      |
| Atlético de San Luis · México    | Total club    | Total club    | 10    | 0     | 0      | 0                | 0                | 0                | 0                       | 0                       | 0                       | 10    | 0     | 0      |
| Unión La Calera · Chile          | 1.ª           | 2022          | 26    | 12    | 7      | —                | —                | —                | 7                       | 0                       | 1                       | 33    | 12    | 8      |
| Unión La Calera · Chile          | 1.ª           | 2023          | 14    | 7     | 1      | 2                | 0                | 1                | —                       | —                       | —                       | 16    | 7     | 2      |
| Unión La Calera · Chile          | Total club    | Total club    | 40    | 19    | 8      | 2                | 0                | 1                | 7                       | 0                       | 1                       | 49    | 19    | 10     |
| C. A. Belgrano Argentina         | 1.ª           | 2023          | —     | —     | —      | 16               | 10               | 1                | —                       | —                       | —                       | 16    | 10    | 1      |
| C. A. Belgrano Argentina         | 1.ª           | 2024          | —     | —     | —      | 12               | 6                | 1                | 1                       | 0                       | 0                       | 13    | 6     | 1      |
| C. A. Belgrano Argentina         | 1.ª           | 2025          | 17    | 1     | 0      | 2                | 1                | 0                | —                       | —                       | —                       | 19    | 2     | 0      |
| C. A. Belgrano Argentina         | Total club    | Total club    | 17    | 1     | 0      | 30               | 17               | 2                | 1                       | 0                       | 0                       | 48    | 18    | 2      |
| Total carrera                    | Total carrera | Total carrera | 207   | 58    | 15     | 37               | 18               | 3                | 20                      | 4                       | 3                       | 264   | 80    | 21     |
| 1. 2.                            |               |               |       |       |        |                  |                  |                  |                         |                         |                         |       |       |        |

### Hat-tricks
| Partidos en los que anotó tres o más goles | Partidos en los que anotó tres o más goles | Partidos en los que anotó tres o más goles          | Partidos en los que anotó tres o más goles | Partidos en los que anotó tres o más goles | Partidos en los que anotó tres o más goles | Partidos en los que anotó tres o más goles |
| N.º                                        | Fecha                                      | Estadio                                             | Partido                                    | Goles                                      | Resultado                                  | Competición                                |
| ------------------------------------------ | ------------------------------------------ | --------------------------------------------------- | ------------------------------------------ | ------------------------------------------ | ------------------------------------------ | ------------------------------------------ |
| 1                                          | 18 de agosto de 2019                       | Estadio Bicentenario Municipal, Santiago de Chile   | Audax Italiano - C. D. Palestino           |                                            | 2 - 3                                      | Primera División de Chile 2019             |
| 2                                          | 6 de octubre de 2019                       | Estadio Municipal de La Cisterna, Santiago de Chile | C. D. Palestino - Curicó Unido             |                                            | 4 - 2                                      | Primera División de Chile 2019             |

## Palmarés

### Títulos nacionales
| Título               | Club            | País     | Año     |
| -------------------- | --------------- | -------- | ------- |
| Copa Paraguay        | Club Guaraní    | Paraguay | 2018    |
| Campeón de Campeones | C. F. Cruz Azul | México   | 2020-21 |

### Distinciones individuales
| Distinción                                                 | Año  |
| ---------------------------------------------------------- | ---- |
| Máximo goleador de la Primera División de Chile (14 goles) | 2019 |
| Máximo goleador de la Copa de la Liga (10 goles)           | 2023 |